# Jeff Batters
Jeffrey William Batters (né le 23 octobre 1970 à Victoria, Colombie-Britannique, au Canada - mort le 23 août 1996) est un joueur professionnel canadien de hockey sur glace.

## Carrière de joueur
Après avoir évolué durant quatre saisons dans la NCAA, il rejoint le club-école des Blues de Saint-Louis, équipe qui l'avait sélectionné au 135e rang lors du repêchage de 1989.
Au cours de sa courte carrière qui fut écourté par un accident de voiture qui lui couta la vie à l'été 1996, il joua une quinzaine de parties dans la Ligue nationale de hockey.

## Statistiques
Pour les significations des abréviations, voir Statistiques du hockey sur glace.
| Saison     | Équipe                                            | Ligue      |    | Saison régulière | Saison régulière | Saison régulière | Saison régulière | Saison régulière |   | Séries éliminatoires | Séries éliminatoires | Séries éliminatoires | Séries éliminatoires | Séries éliminatoires |
| Saison     | Équipe                                            | Ligue      | PJ | B                | A                | Pts              | Pun              | PJ               | B | A                    | Pts                  | Pun                  |                      |                      |
| 1988-1989  | Seawolves de l'Université de l'Alaska à Anchorage | NCAA       | 33 | 8                | 14               | 22               | 123              | -                | - | -                    | -                    | -                    |                      |                      |
| 1989-1990  | Seawolves de l'Université de l'Alaska à Anchorage | NCAA       | 34 | 6                | 9                | 15               | 102              | -                | - | -                    | -                    | -                    |                      |                      |
| 1990-1991  | Seawolves de l'Université de l'Alaska à Anchorage | NCAA       | 39 | 16               | 14               | 30               | 90               | -                | - | -                    | -                    | -                    |                      |                      |
| 1991-1992  | Seawolves de l'Université de l'Alaska à Anchorage | NCAA       | 33 | 6                | 16               | 22               | 84               | -                | - | -                    | -                    | -                    |                      |                      |
| 1992-1993  | Rivermen de Peoria                                | LIH        | 74 | 5                | 18               | 23               | 113              | 4                | 0 | 0                    | 0                    | 10                   |                      |                      |
| 1993-1994  | Rivermen de Peoria                                | LIH        | 59 | 3                | 9                | 12               | 175              | 6                | 0 | 0                    | 0                    | 18                   |                      |                      |
| 1993-1994  | Blues de Saint-Louis                              | LNH        | 6  | 0                | 0                | 0                | 7                | -                | - | -                    | -                    | -                    |                      |                      |
| 1994-1995  | Rivermen de Peoria                                | LIH        | 42 | 0                | 11               | 11               | 128              | 5                | 0 | 1                    | 1                    | 18                   |                      |                      |
| 1994-1995  | Blues de Saint-Louis                              | LNH        | 10 | 0                | 0                | 0                | 21               | -                | - | -                    | -                    | -                    |                      |                      |
| 1995-1996  | Blades de Kansas City                             | LIH        | 77 | 5                | 29               | 34               | 223              | 5                | 0 | 1                    | 1                    | 12                   |                      |                      |
| Totaux LNH | Totaux LNH                                        | Totaux LNH | 16 | 0                | 0                | 0                | 28               | -                | - | -                    | -                    | -                    |                      |                      |

## Transactions en carrière
- 27 septembre 1995 : signe un contrat comme agent-libre avec les Sharks de San José.